# Чебершур
 Чебершур  — деревня в Глазовском районе Удмуртии в составе  сельского поселения Парзинское.

## География
Находится на расстоянии примерно 22 км на юг по прямой от центра района города Глазов. 

## История
Деревня появилась на месте фермерского хозяйства Александра Веретенникова. Зарегистрирована в 1994 году.

## Население
Постоянное население  составляло 5 человек (удмурты 100%) в 2002 году, 4 в 2012.